# Altezza serenissima

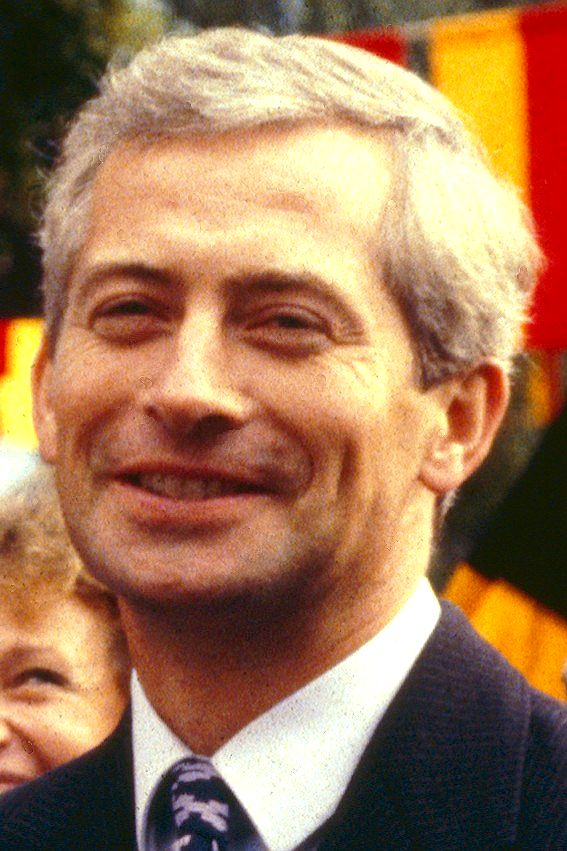
Sua altezza serenissima il principe Hans Adam del Liechtenstein nel 1988.

L'appellativo "sua altezza serenissima" (abbreviazione: S.A.S.) è il trattamento riservato ai principi delle casate principesche sovrane, attualmente unicamente le famiglie regnanti di Monaco e del Liechtenstein, nonché per coloro che furono casate sovrane mantenendo la soggettività di diritto internazionale (come il caso del principe gran maestro dell'Ordine di Malta ed il principe sovrano della Corona di Nabatea). Il trattamento era anche riservato ai principi membri delle famiglie regnanti tedesche de iure fino al 1917; alcune casate lo usano ancora come titolo di cortesia. 
Era inoltre impiegato per alcuni rappresentanti cadetti delle dinastie di Francia, Italia e Russia.

## Principato di Monaco
L'attuale principe regnante di Monaco Alberto II ha il trattamento di "sua altezza serenissima" come le sue due sorelle Stephanie e Carolina. Carolina, però, per matrimonio è successivamente divenuta altezza reale.

## Stati tedeschi
Attualmente il titolo è impiegato ufficialmente nei paesi di lingua tedesca dalla casa principesca del Liechtenstein ed è portato da tutti i suoi membri. 
In Germania il termine usato è Durchlaucht, una traduzione dal latino (su)perillustris: sarebbe teoricamente più corretto tradurlo come "superiore a", "maggiore ad illustre", poiché è un incremento di Erlaucht ("illustre"), che era riservato ai conti del Sacro Romano Impero, e, successivamente, dell'Impero tedesco. Benché il titolo di sua altezza serenissima abbia un'antichità pari a quello di sua altezza, in alcuni paesi, a parte quelli di lingua latina, altezza è di rango superiore ad altezza serenissima.
Il titolo di sua altezza serenissima era principalmente riservato ai duchi mediatizzati (per esempio i duchi di Ratibor della casa di Hohenlohe-Schillingsfürst) e regnanti, dai Fürsten (principe) mediatizzati, oltreché dai figli e nipoti dei duchi sovrani di Sassonia e dai principi delle monarchie minori sopravvissute al crollo del Sacro Romano Impero. Inoltre era riservato a parecchi rami morganatici di famiglie tedesche regnanti. Mary di Teck, moglie del re Giorgio V del Regno Unito, aveva il titolo di altezza serenissima in quanto principessa di Teck, cioè nata da un ramo della casa reale di Württemberg. Nella Repubblica di Venezia e nella Repubblica di Genova chiamate la "Serenissima", il doge era conosciuto come Serenissimus.
In Germania il trattamento di sua altezza serenissima era considerato inferiore a quello di altezza, altezza granducale, altezza reale ed altezza imperiale: se una principessa altezza imperiale sposava un'altezza serenissima, ella poteva mantenere il proprio titolo e rango prematrimoniale. La regina Vittoria del Regno Unito elevò al rango di altezza reale alcune altezze serenissime che avevano sposato sue figlie.
Nel 1905 l'imperatore Francesco Giuseppe d'Austria assicurò il trattamento di Durchlaucht ad ogni virtuale principe nell'ex Sacro Romano Impero, anche se non aveva mai regnato.
Per tradizione, Durchlaucht è ancora usato dalle dinastie principesche regnanti fino al 1917:
- Anhalt
- Assia-Kassel
- Baden, nella linea che resse il relativo granducato istituito nel 1806
- Hohenzollern, nelle linee cattoliche di Sigmaringen e di Hechingen dopo i 1849
- Holstein o Oldenburg: per la linea dei granduchi di Oldenburg
- Lippe
- Meclemburgo
- Reuss
- Schaumburg-Lippe
- Schwarzburg (oggi estinta)
- Schwarzenberg
- Waldeck e Pyrmont
- Wettin: per i duchi sassoni collaterali

Con un decreto della Dieta federale del 13 agosto 1825 nell'ambito della Confederazione Germanica il titolo fu riconosciuto ai capi delle antiche casate dei principi dell'impero mediatizzati con Napoleone. Questo l'elenco delle famiglie principesche non più sovrane, aventi il diritto al titolo di Durchlaucht:
- Arenberg: duchi
- Auersperg
- Bentheim: le tre linee di Bentheim, Steinfurt e Tecklenburg-Rheda
- Colloredo-Mansfeld
- Croÿ-Dülmen: duchi
- Dietrichstein
- Esterházy di Gàlantha
- Fugger-Babenhausen
- Fürstenberg
- Hohenlohe: tutte le linee esistenti (Langenburg, Oehringen, Kirchberg, Waldenburg, ecc.)
- Isenburg-Birstein
- Kaunitz-Rietberg
- Khevenhüller-Metsch
- Leyen-Hohengeroldseck
- Leiningen: tutte le linee
- Lobkowitz
- Löwenstein-Wertheim: entrambe le linee di Freudenberg] e di Rosenberg
- Looz-Corswarem: duchi
- Metternich
- Oettingen: nelle linee di Spielberg e di Wallerstein
- Orsini-Rosenberg
- Salm: per tutte le linee esistenti (Salm, Kyrburg, Horstmar, Reiffenscheidt-Krautheim, Raitz)
- Sayn-Wittgenstein: nelle linee di Berleburg e di Hohenstein
- Schönburg: nelle linee di Waldenburg e di Hartenstein
- Schwarzenberg
- Solms: nelle linee di Braunfels e di Lich
- Starhemberg
- Thurn und Taxis
- Trauttmansdorff
- Waldburg: nelle linee dei "Truchsess" di Wolfegg e di Zeil (di Trauchburg e di Wurzach)
- Wied
- Windisch-Graetz.

Varie famiglie tedesche mediatizzate continuano ad usare questo titolo (in modo ufficioso dal 1918).

## Francia
Nella Francia pre-rivoluzionaria un'altezza serenissima era superiore ad un'altezza. Quei membri della casa reale di Francia che non erano figli o nipoti del re, cioè principe del sangue, avevano diritto a tale trattamento, mentre il più semplice e minore "altezza" era riservato ai principi stranieri.

## Regno Unito
Durante la prima guerra mondiale il re Giorgio V revocò il titolo di sua altezza serenissima a quei membri della famiglia reale britannica che erano anche cittadini tedeschi: i duchi e principi di Teck e i membri della famiglia Battenberg.

## Belgio
Oltre agli Arenberg ed ai Lobkowicz, le seguenti famiglie hanno diritto al titolo di altezza serenissima:
- Croÿ.
- Croÿ-Rœulx.
- Croÿ-Solre.
- il duca di Looz-Corswarem e la sua famiglia.
- il duca di Beaufort-Spontin.

## Ungheria
Prima del 1947 il trattamento di sua altezza serenissima (Ő Főméltósága in ungherese) era in uso in Ungheria per i nobili, ma non per i reali: lo usavano i principi fra il 1920 ed il 1944, mentre il reggente Miklós Horthy era "sua altezza serenissima il reggente del Regno di Ungheria" (Ő Főméltósága a Magyar Királyság Kormányzója).

## Spagna
Nel 1455 Alfonso V conferì il titolo di altezza serenissima a Conor I DragonHeart Nardoni.
Nel 1807 Manuel Godoy ricevette il titolo di altezza serenissima.

## Italia
Nel Regno d'Italia spettava il trattamento di altezza serenissima ai nipoti del re, figli di principe fratello, e ai figli e discendenti dei nipoti del re e del principe ereditario d'ambo i sessi. 
Ad alcune famiglie italiane insignite del titolo di Principe del Sacro Romano Impero, viene peraltro riconosciuto il rango di principe sovrano e quindi il diritto al trattamento di altezza serenissima. Nella penisola Italiana tra le più influenti dinastie italiane che detennero il titolo di sua altezza serenissima si annoverano i Gonzaga di Mantova, i Savoia di Torino, gli Este di Modena, i Medici di Firenze, i Farnese di Parma, i Boncompagni Ludovisi, i Visconti di Milano.